# Lamberto Bartolucci

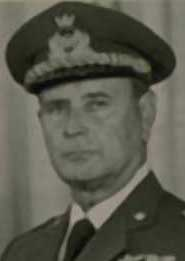
Lamberto Bartolucci

Lamberto Bartolucci (* 21. Juni 1924 in Orbetello; † 26. Februar 2020 in Rom) war ein italienischer General. Von 1980 bis 1983 war er Generalstabschef der italienischen Luftwaffe, von 1983 bis 1986 Generalstabschef der italienischen Streitkräfte. Bartolucci stand zum Zeitpunkt des Abschusses des Itavia-Fluges 870 an der Spitze der italienischen Luftwaffe und trug eine Hauptverantwortung für deren Rolle während und nach dem Abschuss. Bartolucci und andere Generale wurden 2007 in einem Strafprozess letztinstanzlich freigesprochen. Ein Urteil von 2013 verurteilte den italienischen Staat jedoch zu einer Entschädigung der Familien der Opfer.

## Militärischer Werdegang
Lamberto Bartolucci begann im Jahr 1942 seine Offizierausbildung bei der italienischen Luftwaffe. Nach dem Waffenstillstand von Cassibile schloss er sich im September 1943 der Resistenza an. Nach dem Zweiten Weltkrieg schloss er seine Offizier- und Pilotenausbildung erfolgreich ab und diente danach bei einem Geschwader in Verona-Villafranca. Nach einem Posten im Luftwaffen-Generalstab wurde er 1970 Kommandeur eines Geschwaders in Gioia del Colle, um danach zum Generalstab zurückzukehren. Als Brigadegeneral kommandierte Bartolucci eine Einsatzzentrale der italienischen Luftwaffe im süditalienischen Martina Franca, ab 1974 dann die Operationsabteilung des Luftwaffen-Generalstabs. Als Generalmajor befehligte er erst das Lufttransport- und Luftrettungskommando, dann das Telekommunikations- und Flugsicherungskommando, zuletzt als Generalleutnant. Bartolucci wurde am 2. April 1980 Generalstabschef der italienischen Luftwaffe, am 13. Oktober 1983 dann Generalstabschef der Streitkräfte.

## Itavia-Flug 870
Zum Zeitpunkt des Abschusses des Itavia-Fluges 870 bei der Insel Ustica am 27. Juni 1980 war Bartolucci seit fast drei Monaten Generalstabschef der Aeronautica Militare. In dieser Funktion befolgte er Anordnungen der italienischen Regierung, also des damaligen Ministerpräsidenten Francesco Cossiga, des damaligen Verteidigungsministers Lelio Lagorio und des damaligen Staatssekretärs im Ministerratspräsidium Giuliano Amato. In Italien vertuschten die Regierung, ihre Geheimdienste und die italienische Luftwaffe den Itavia-Abschuss auf systematische Weise, indem beispielsweise Radar- und Funkaufzeichnungen verschwanden. Neben dem Militärgeheimdienst SISMI spielte in diesem Zusammenhang vor allem der Luftwaffengeheimdienst SIOS-Aeronautica eine Rolle.
Lamberto Bartolucci und seine Kollegen Franco Ferri, Zeno Tascio und Corrado Melillo setzten sich lange für die Erklärung ein, die Itavia-Maschine sei auf Grund eines Bombenanschlages abgestürzt und die italienische Luftwaffe habe mit dem Vorfall nichts zu tun. Ein Urteil von 2013 bestätigt jedoch nochmals den Abschuss durch eine Rakete.